# Liste des Premiers ministres de Guinée équatoriale
Cet article dresse la liste des Premiers ministres de Guinée-Équatoriale, depuis la création de ce poste le 15 août 1982.

## Liste
| N°                                                 | Portrait                     | Titulaire (Naissance-mort)                | Mandat           | Mandat           | Mandat                     | Parti politique | Parti politique | Président de la République    |
| N°                                                 | Portrait                     | Titulaire (Naissance-mort)                | Début            | Fin              | Durée                      | Parti politique | Parti politique | Président de la République    |
| -------------------------------------------------- | ---------------------------- | ----------------------------------------- | ---------------- | ---------------- | -------------------------- | --------------- | --------------- | ----------------------------- |
| Guinée espagnole (1963-1968)                       |                              |                                           |                  |                  |                            |                 |                 |                               |
| 1                                                  | Bonifacio Ondo Edu           | Bonifacio Ondo Edu (1922-1969)            | 15 décembre 1963 | 12 octobre 1968  | 4 ans, 9 mois et 27 jours  |                 | MUNGE           | Aucun                         |
| République de Guinée équatoriale (depuis 1968)     |                              |                                           |                  |                  |                            |                 |                 |                               |
| Fonction abolie du 12 octobre 1968 au 15 août 1982 |                              |                                           |                  |                  |                            |                 |                 |                               |
| 2                                                  | Cristino Seriche Bioko       | Cristino Seriche Bioko (1940-2024)        | 15 août 1982     | 4 mars 1992      | 9 ans, 6 mois et 18 jours  |                 | Indépendant     | Teodoro Obiang Nguema Mbasogo |
| 2                                                  | Cristino Seriche Bioko       | Cristino Seriche Bioko (1940-2024)        | 15 août 1982     | 4 mars 1992      | 9 ans, 6 mois et 18 jours  | PDGE            |                 | Teodoro Obiang Nguema Mbasogo |
| 3                                                  | Silvestre Siale Bileka       | Silvestre Siale Bileka (né en 1939)       | 4 mars 1992      | 1er avril 1996   | 4 ans et 28 jours          |                 | PDGE            | Teodoro Obiang Nguema Mbasogo |
| 4                                                  | Ángel Serafín Seriche Dougan | Ángel Serafín Seriche Dougan (né en 1946) | 1er avril 1996   | 4 mars 2001      | 4 ans, 11 mois et 3 jours  |                 | PDGE            | Teodoro Obiang Nguema Mbasogo |
| 5                                                  | Cándido Muatetema Rivas      | Cándido Muatetema Rivas (1960-2014)       | 4 mars 2001      | 11 juillet 2004  | 3 ans et 3 mois            |                 | PDGE            | Teodoro Obiang Nguema Mbasogo |
| 6                                                  | Miguel Abia Biteo Boricó     | Miguel Abia Biteo Boricó (1961-2012)      | 11 juillet 2004  | 14 août 2006     | 2 ans, 1 mois et 3 jours   |                 | PDGE            | Teodoro Obiang Nguema Mbasogo |
| 7                                                  | Ricardo Mangue Obama Nfubea  | Ricardo Mangue Obama Nfubea (né en 1961)  | 14 août 2006     | 8 juillet 2008   | 1 an, 10 mois et 24 jours  |                 | PDGE            | Teodoro Obiang Nguema Mbasogo |
| 8                                                  | Ignacio Milam Tang           | Ignacio Milam Tang (né en 1940)           | 8 juillet 2008   | 21 mai 2012      | 3 ans, 10 mois et 13 jours |                 | PDGE            | Teodoro Obiang Nguema Mbasogo |
| 9                                                  | Vicente Ehate Tomi           | Vicente Ehate Tomi (né en 1968)           | 21 mai 2012      | 23 juin 2016     | 4 ans, 1 mois et 2 jours   |                 | PDGE            | Teodoro Obiang Nguema Mbasogo |
| 10                                                 | Francisco Pascual Obama Asue | Francisco Pascual Obama Asue (né en 1949) | 23 juin 2016     | 1er février 2023 | 6 ans, 7 mois et 9 jours   |                 | PDGE            | Teodoro Obiang Nguema Mbasogo |
| 11                                                 | Manuela Roka Botey           | Manuela Roka Botey (née en 1973)          | 1er février 2023 | 17 août 2024     | 1 an, 6 mois et 16 jours   |                 | PDGE            | Teodoro Obiang Nguema Mbasogo |
| 12                                                 | Manuel Osa Nsue Nsua         | Manuel Osa Nsue Nsua (né en 1976)         | 17 août 2024     | en cours         | 6 mois et 13 jours         |                 | PDGE            | Teodoro Obiang Nguema Mbasogo |